# Журавко Олексій Валерійович
Журавко Олексій Валерійович (21 квітня 1974, Жовті Води Дніпропетровська область — 25 вересня 2022, Херсон, Україна) — колишній український проросійський політик, член проросійської Партії регіонів, колишній депутат Верховної Ради України, член фракції Партії регіонів (з 11.2007), секретар Комітету у справах пенсіонерів, ветеранів та інвалідів (з 12.2007); колаборант під час російсько-української війни, співпрацював з російською окупаційною владою Херсонської області.

## Життєпис
Народився 21 квітня 1974 р. у м. Жовті Води Дніпропетровської області. Вихованець школи-інтернату:
- 04.1974—05.1978 — будинку дитини, м. Жовті Води Дніпропетровської області;
- 1978—1990 рр. — в Цюрупинського дитячого будинку-інтернату;

### Освіта
- Луганське ПТУ-інтернат (1992);
- Херсонський державний університет (2007), спеціальність «Економічна теорія».

### Трудова діяльність
- 1990—06.1992 рр. — учень Луганського ПТУ-інтернату.
- 1993 р. — засновник приватного підприємства «Журавушка», м. Олешки (в минулому — м. Цюрупинськ).
- 1997 р. — співзасновник, директор ТОВ «Співдружність ініціативних працездатних інвалідів».
- З 2004 р. — генеральний директор ТОВ «Співдружність ініціативних працездатних інвалідів».

### Політика
З квітня 2002 року — кандидат у нардепи, виборчий округ 183, Херсонська область, висунений блоком партій «За Єдину Україну». За 10,57 %, 4 місце з 21 претендентів, президент Всеукраїнської асоціації працездатних інвалідів, член НДП.
Народний депутат України 5-го скликання 04.2006—11.07 від Партії регіонів, № 118 в списку. На час виборів: генеральний директор ТОВ «Співдружність ініціативних працездатних інвалідів», член ПР. Секретар Комітету у справах пенсіонерів, ветеранів та інвалідів (з 07.2006), член фракції Партії регіонів (з 05.2006).
Народний депутат України 6-го скликання з 11.2007 від Партії регіонів, № 140 в списку. На час виборів: народний депутат України, член Парті регіонів.
В 2012 році брав участь у виборах до парламенту за одномандатним виборчим округом № 186 (Херсонська область) від Партії регіонів. Посів друге місце. Депутатом обраний не був. Під час передвиборчої кампанії за нього агітували його однопартійці Нестор Шуфрич та В'ячеслав Богуслаєв.

Зламаний стенд у Лазурному

В 2014 році втік до Росії, де отримав російське громадянство і у 2022 році вступив до партії Єдина Росія[джерело?].
В 2022 році повернувся до м. Херсону, де співпрацював з представниками «адміністрації» окупантів.

### Смерть
25 вересня 2022 року — був ліквідований внаслідок вибуху готелю в Херсоні.

## Скандали
11 серпня 2004 року, кандидат у президенти України Віктор Ющенко під час зустрічі з мешканцями м. Цюрупинська зачитав записку про те, що у місті була згвалтована та вбита 12-літня дівчинка і що до цього був нібито причетний Олексій Журавко. Сам Журавко 19 серпня 2004 року поширив звернення до суспільства з метою спростування цієї інформації.
13 січня 2011 року політик накинувся на журналіста видання «Українська правда» у Верховній Раді, коли той готував статтю про використання депутатами заборонених сирен та «мигалок» на своїх автомобілях.
8 вересня 2015 року Журавко погрожував блогеру, редактору інтернет-видання «Олешшя Онлайн» Дмитру Воронову після виходу публікації «Алексей Журавко дал интервью на сепаратистком канале (видео)», де стверджувалося, що політик дякував російському президентові Путіну за «мирне» захоплення півострова у березні 2014 року. У відповідь, на сайті виходить матеріал, де наголошується на тому, що на момент незаконного «референдуму» у Криму типографією «Таврида», яка виробляла тоді бюлетені, керувала дружина давнього друга Олексія Журавка Андрія Литивинова, який має за собою російський паспорт з 2014 року.
В той же період ж політика звинувачували у забудові ним берегів річки Конка у Олешках.

## Погляди, розслідування
5 червня 2012 р. голосував за проєкт Закону України «Про засади державної мовної політики», який посилює статус російської мови. Вів сторінки у соцмережах, де поширював російську пропаганду.
В грудні 2020 р., СБУ заочно оголосила підозру Журавку у створенні терористичної організації та діях щодо повалення конституційного ладу України.

## Сім'я
Рідний дядько — Георгій (1959 року народження). Окупаційний гауляйтер міста Олешки (з травня 2022 року).
Дружина Анжела Юріївна (1986), донька Єлизавета (2007).

## Нагороди
- Орден «За заслуги» II ступеня (12.2004)[18];
- Орден «За заслуги» III ступеня (11.2000)[19]

## Інше
На початку 2000-х ВАТ «ДЕФФА» виготовило підлогову вазу з портретом Олексія Журавка.